# Body Riddle
Body Riddle – trzeci album długogrający Chrisa Clarka, przełomowy w sferze brzmieniowej. Stał się dużo bardziej popularny, niż poprzednie albumy tego wykonawcy. Wydany 2 października 2006 roku.

## Lista utworów
1. Herr Bar – 3:54
2. Frau Wav – 4:12
3. Springtime Epigram – 1:35
4. Herzog – 4:23
5. Ted – 2:54
6. Roulette Thrift Run – 3:22
7. Vengeance Drools – 3:44
8. Dew on the Mouth – 1:05
9. Matthew Unburdened – 5:39
10. Night Knuckles – 3:49
11. The Autumnal Crush – 7:27